# Ešte váham
Ešte váham – debiutancki album studyjny słowackiej piosenkarki Kristíny.

## Lista utworów
Ešte váham
- 1. 	"Kým ťa mám"
- 2. 	"Vráť mi tie hviezdy 08"
- 3. 	"Zmrzlina"
- 4. 	"Ešťe váham"
- 5. 	"Pošli mi sms"
- 6. 	"Sú dni"
- 7. 	"Ja a ty"
- 8. 	"Som tvoja"
- 9. 	"Stále mi chýbaš"
- 10. "Ja viem"
- 11. "Krásny deň"
- 12. "Vráť mi tie hviezdy 08 /K2 Remix Radio Edit/"
- 13. "Zmrzlina /K2 Remix Radio Edit/"

## Sprzedaż
| Państwo  | Sprzedaż albumu | Certyfikat |
| -------- | --------------- | ---------- |
| Słowacja | 12,000          | 2x Platyna |